# ジャーヴィス (DD-38)
|          |                                     |
| 艦歴     |                                     |
| 発注     |                                     |
| 起工     | 1911年7月1日                        |
| 進水     | 1912年4月4日                        |
| 就役     | 1912年10月22日                      |
| 退役     | 1919年11月26日                      |
| その後   | 1935年4月23日にスクラップとして売却 |
| 除籍     |                                     |
| 性能諸元 |                                     |
| 排水量   | 787 トン                            |
| 全長     | 293 ft 11 in (89.6 m)               |
| 全幅     | 27 ft (8.2 m)                       |
| 吃水     | 8 ft 4 in (2.5 m)                   |
| 機関     | 重油専焼缶4基                       |
| 最大速   | 30ノット (56 km/h)                  |
| 乗員     |                                     |
| 兵装     | 3インチ砲5門 18インチ魚雷発射管6門  |

ジャーヴィス (USS Jarvis, DD-38) は、アメリカ海軍の駆逐艦。ポールディング級駆逐艦の1隻。艦名は1800年の擬似戦争において13歳で戦死した士官候補生のジェームズ・C・ジャーヴィスに因む。

## 艦歴
ジャーヴィスは1911年7月1日にニュージャージー州カムデンのニューヨーク造船所で起工した。1912年4月4日にジーン・キング夫人によって命名、進水し、1912年10月22日に艦長D・P・マニックス少佐の指揮下就役する。
キューバ沖での整調後、ジャーヴィスはバージニア州ノーフォーク沖からカリブ海での作戦活動でその年を過ごした。1914年4月20日にフロリダ州ペンサコーラを出航し、ベラクルス占領の間、タンピコおよびベラクルス沖で哨戒を行った。6月16日にノーフォークに帰還し、ジャーヴィスは大西洋で活動、1917年5月26日にニューヨークを出航しウィリアム・シムス中将指揮下のヨーロッパ派遣軍に加わり活動した。
フランスのサン＝ナゼールを経由してアイルランドのクイーンズタウンに6月11日に到着し、ジャーヴィスはアイルランドおよびイングランドの沿岸で船団護衛任務に従事した。ジャーヴィスを始めとする駆逐艦隊の活動はドイツ潜水艦の脅威の克服に大いに貢献した。ジャーヴィスは潜水艦を沈めることはなかったものの、雷撃された船の生存者を2度救助した。6月19日にアイルランド沖でバトウム (SS Batoum) の生存者41名を救助し、7月25日には北海でイギリス商船パーリー (Purley) の生存者22名を救助している。バトウムの生存者を救助した後、ジャーヴィスはUボートの攻撃の可能性にもかかわらず、メカニシャン (SS Mechanician) を雷撃から守るため敵との間に割り込んで商船を守った。
ジャーヴィスはクイーンズタウンを拠点としての活動を継続し、1918年2月15日にフランスのブレストに移動、フランス沿岸で連合軍の船団を護衛した。ブレスト沖での哨戒は12月28日まで行われ、その後帰国の途に就く。1919年1月12日にペンシルベニア州フィラデルフィアに到着し、大西洋沿岸での活動を再開した。7月21日にフィラデルフィアに帰還し、11月26日に退役する。ロンドン海軍軍縮条約に従ってジャーヴィスはスクラップとして解体され、鋼材は1935年4月23日に売却された。
ジャーヴィスの艦名は、バッグレイ級駆逐艦のDD-393とフレッチャー級駆逐艦のDD-799に受け継がれた。